# Советская лунная программа
Советская программа лунных пилотируемых полётов — ряд проектов и две параллельно выполнявшиеся в СССР программы (лунно-облётная и лунно-посадочная), имевшие своей целью исследование Луны с помощью пилотируемых космических кораблей. Была важным элементом советской космической программы и длительное время была важнейшим проектом по своему значению и приоритетности.
Из-за соперничества между разными конструкторскими бюро проекты аналогичного предназначения одновременно и параллельно разрабатывались в двух, а то и трёх из них. Так, разные варианты лунного корабля разрабатывались в КБ С. П. Королёва и В. Н. Челомея, а сверхмощный носитель для полёта на Луну — в КБ Королёва, Челомея и М. К. Янгеля. Подобное состояние дел было следствием плохой координации лунной программы и приводило к ненужному распылению сил и средств. Такое объяснение причин внезапного срыва лунной программы стало основной версией историков Российской Федерации. Тем не менее, самим брежневским руководством СССР никогда официально не назывались причины сворачивания лунной программы. По крайней мере — на данный момент нет никаких документально подкреплённых объяснений причин ключевыми руководящими фигурами программы.

## Исторические этапы
Советская лунная программа стартует 23 июня 1960 года с Постановления № 715-296, в котором инициируется работа по подготовке экспедиций Академии наук на поверхность Луны. План экспедиций и предложения по дальнейшим работам должны были быть готовы к 1962. Но 13 мая 1961 работы были прекращены Постановлением № 420-174 в целях освобождения ресурсов для выполнения задач оборонного значения (необходимость усиления обороны была вызвана агрессией США против Кубы).
Глава СССР Н. С. Хрущёв получил от президента США Д. Кеннеди предложение о совместной программе высадки на Луну (а также запуска более совершенных метеорологических спутников), но, подозревая попытку выведать секреты советской ракетной и космической техники, он отказался.
Для поддержания первенства в освоении космоса советское правительство вначале выдало конструкторскому бюро (КБ) Королёва разрешение и ресурсы на продолжение модификации кораблей типа «Восток» и «Восход» и только предварительную подготовку лунных пилотируемых проектов, в том числе облёта Луны собираемым на орбите комплексом 7К-9К-11К раннего проекта корабля «Союз».
Только спустя несколько лет, с большим опозданием относительно США, 3 августа 1964 г. Постановлением правительства была утверждена лунная пилотируемая программа СССР и развернулись реальные масштабные работы по двум параллельным пилотируемым программам: облёта Луны («Протон» — «Зонд/Л1») к 1967 году и посадке на неё (Н-1-Л3) к 1968 году с началом лётно-конструкторских испытаний в 1966 году.
Постановление содержало полный перечень всех участников разработки систем для Л1 и Л3 и предписывало многосторонние работы. Тем не менее вопросы о детальном распределении работ — кто, кому и на какие системы выдаёт требования — дебатировались и ответы на них расписывались приватными решениями и протоколами ещё три года.
Проектирование кораблей Л1 и Л3 и ракетных блоков Н-1, а также разработка схем экспедиций к Луне и на Луну начались ещё до принятия программы — в 1963 году. За два следующих года были выпущены рабочие чертежи ракеты Н-1 и появились первые эскизные проекты лунных кораблей.
Десяткам правительственных чиновников необходимо было осознать производственно-техническую масштабность всей лунной программы, определить полные объёмы капитального строительства и сделать предварительные расчёты общих необходимых затрат. Экономика тех лет не позволяла производить особо точные расчёты. Тем не менее опытные экономисты Госплана, с которыми Королёв обычно консультировался, предупредили, что настоящие цифры необходимых затрат через Минфин и Госплан не пройдут. Не говоря уже про затраты на ракетно-ядерный щит, необходимо было находить средства на новые предложения по тяжёлым ракетам Челомея и Янгеля.
Расчёты, которые подавались в ЦК и Совмин, были занижены. Чиновники Госкомитета по оборонной технике, Совмина и Госплана дали ясно понять, что в документах не следует устрашать Политбюро многими миллиардами. В проектной смете не должно быть никаких лишних затрат. Челомей и Янгель стали доказывать, что их проекты намного дешевле. Высокоосведомлённый в политике Госплана Пашков советовал:
Развёртываете производство с расчётом не менее четырёх носителей в год, втягиваете в работу всех, кто только нужен, но по единому графику. А там выпустим ещё не одно постановление. Навряд ли кто-нибудь отважится закрыть работу таких масштабов. Будут успехи — деньги найдутся! Вовлекайте, не откладывая, как можно больше предприятий.
Чтобы разобраться в проектных противоречиях Королёва, Челомея и Янгеля, Д. Устинов поручил НИИ-88 произвести объективную сравнительную оценку возможностей освоения Луны вариантами носителей Н-1 (11А52), УР-500 (8К82) и Р-56 (8К68). По расчётам Мозжорина и его сотрудников, для безусловного обеспечения приоритета над США следует с помощью трёх Н-1 собрать на орбите у Земли ракетный комплекс в 200 тонн. Для этого будет нужно три ракеты Н-1 или двадцать ракет УР-500. В этом случае будет обеспечена посадка на Луну корабля массой в 21 тонну и возвращения к Земле корабля массой 5 тонн. Все экономические расчёты были в пользу Н-1. Таким образом, Н-1 стал главным перспективным носителем для реализации Советской лунной программы и, как оказалось позже, главной причиной её неудачи.

## Объект-Е — ранние советские лунные зонды
- Е-1 — столкновение с Луной. Четыре запуска. 1 частичный успех (Луна-1).
- Е-1А — столкновение с Луной (Луна-2).
- Е-2 — фотографирование обратной стороны Луны. Запуск был запланирован на октябрь-ноябрь 1958. Отменён.
- Е-2А — фотографирование обратной стороны Луны с помощью фотосистемы Енисей-2. Завершено (Луна-3).
- Е-2Ф — отменено из-за проблем с фотосистемой Енисей-3. Запуск был запланирован на апрель 1960.
- Е-3 — фотографирование обратной стороны Луны. Запуск в 1960.
- Е-4 — Атомный взрыв на поверхности Луны. Отменён.
- Е-5 — выход на лунную орбиту. Был запланирован на 1960.
- Е-6 — мягкая посадка на Луну. Был запланирован на 1960.
- Е-7 — фотографирование поверхности Луны с орбиты. Был запланирован на 1960.

## Реализация программы
Реализация программы осуществлялась по тем же принципам, что и в США. На первых порах осуществлялись попытки достичь поверхности Луны с помощью АМС.
С их помощью планировалось выполнить ряд важных прикладных задач:
- лучше понять физические свойства лунной поверхности;
- исследовать радиационную обстановку в ближнем космическом пространстве;
- отработать технологии создания средств доставки;
- продемонстрировать высокий уровень отечественной науки и техники.

Однако, в отличие от американцев, часть работ, особенно тех, которые касались пилотируемого аспекта программы, была засекречена. До 1968 г. лишь в немногих советских источниках («Ежегодник БСЭ» и энциклопедия «Космонавтика») вскользь упоминалось, что аппарат «Зонд» был беспилотным прототипом корабля для облёта Луны, а общие и неконкретные фразы о будущих высадках советских космонавтов на Луне в официальных источниках перестали появляться ещё раньше — после 1965 года.
Кроме того, несовершенство техники вызвало необходимость резервирования отдельных систем. Поскольку пилотируемый облёт Луны и высадка на её поверхность были вопросом престижа, нужно было применить максимум мер для недопущения жертв в случае нештатных ситуаций.
Для исследования лунной поверхности, а также для детального картографирования возможных мест посадки советских лунных кораблей создавались АМС серии «Луна» (представлявшие собой аппараты различного назначения). Также для обеспечения высадочных экспедиций были предназначены специальные варианты луноходов.

### Лунный отряд космонавтов
Лунная группа советского отряда гражданских космонавтов при ЦКБЭМ в Центре подготовки космонавтов была фактически создана в 1963 году. Тогда же, до наложения на советскую лунную программу режима строжайшей секретности, об этом и о том, что первоначально главой группы был Гагарин, говорила перед иностранными журналистами Терешкова в ходе визита на Кубу. С 1965 г. группа была оформлена документально (как отдел подготовки космонавтов командиров и исследователей по лунной программе), в мае 1966 г. — утверждена Военно-промышленной комиссией, в феврале 1967 г. — сформирована окончательно.
Экипажами были А. Леонов — О. Макаров, В. Быковский — Н. Рукавишников, П. Попович — В. Севастьянов, а также в группе были В. Волошин, Г. Добровольский, П. Климук (командиры), Ю. Артюхин, А. Воронов, Г. Гречко, В. Ершов, А. Николаев, Е. Хрунов, В. Горбатко, Б. Волынов, Г. Шонин, А. Куклин, А. Филипченко, К. Феоктистов, В. Кубасов, В. Волков и резервные по посадочной программе Л3 гражданские космонавты ЦКБЭМ С. Анохин, А. Н. Бобиков, Г. Долгополов, В. Бугров, В. Никитский, В. Пацаев, В. Яздовский. Официально созданную группу (отдел) возглавлял В. Ф. Быковский.
Группа долго и тщательно (вплоть до полной готовности к 1968 г.) работала по лунно-облётной программе, а до и некоторое время после её закрытия — также и по лунно-посадочной программе. Для подготовки астронавигации по звёздам южного полушария группа командировывалась в Сомали. Для отработки высадки на Луну космонавты использовали тренажёры и вертолёты.
Также в ЦПК для этой программы был построен планетарий.
По предварительным назначениям, экипаж Быковский — Рукавишников должен был совершить первый облёт Луны, а Леонову предстояло стать первым космонавтом СССР (а при удачном стечении обстоятельств — и мира) на Луне.
Согласно опубликованным источникам, ключевые члены группы присутствовали и инспектировали корабли при запусках «Зонда-4» и последующих кораблей Л1 (в том числе, находясь на Байконуре, ожидали разрешения на полёт на «Зонде-7» 8 декабря 1968), а также Л1С на втором запуске ракеты-носителя Н-1. Попович и Севастьянов и другие вели переговоры с центром управления через корабли «Зонд» во время их полётов.
Ввиду проигрыша СССР обоих этапов «лунной гонки» подготовка космонавтов по лунно-облётной программе была прекращена в марте 1969 г., по лунно-посадочной — в ноябре 1969 г.

### Пилотируемый облёт Луны (комплекс УР500К/«Протон»—Л1/«Зонд»)
В разных КБ существовал ряд проектов облёта Луны, в том числе с несколькими запусками и сборкой корабля на околоземной орбите (до появления ракеты «Протон») и прямого полёта вокруг Луны. К реализации облётной программы был выбран и доведён до стадии последних беспилотных отработочных запусков и полётов проект из вновь создаваемого в составе семейства «Союз» корабля ОКБ-1 Королёва — 7К-Л1 — и созданной несколько ранее ракеты-носителя ОКБ-52 Челомея «Протон».
26 августа 1965 года у главы ВПК Л. В. Смирнова собрано совещание по разбору вопросов: «О состоянии работ по исследованиям космического пространства, Луны и планет». По результатам разбора было отмечено, что работа по реализации, в первую очередь, лунных программ, а также по системам связи, исследованиям Венеры и Марса выполняется неудовлетворительно, в результате чего возникает серьёзная угроза утраты приоритета Советского Союза в области освоения космоса. ОКБ-52 не разработаны и не представлены планы-графики создания комплекса для облёта Луны, не рассмотрена и не утверждена схема полёта корабля при облёте, отмечена слабая работа главных организаций ОКБ-1, ОКБ-52 и научно-технического совета Минобщемаша.
Было предписано считать центральным заданием 1965—1967 гг. осуществление подготовки и дальнейшего облёта Луны пилотируемым кораблём. Минобщемашу было поручено:
- в недельный срок подать график изготовления и отработки ракеты УР-500;
- совместно с руководителями ОКБ-1 и ОКБ-52 С. П. Королёвым и В. М. Челомеем в двухнедельный срок рассмотреть и решить вопросы о возможности унификации разрабатывающихся пилотируемых кораблей для облёта Луны и высадки экспедиции на её поверхность;
- в месячный срок представить программу ЛКИ ракеты УР-500 и пилотируемого корабля.

Тем не менее, и ВПК, и Минобщемашем было признано целесообразным продолжить работы из расчёта использования комплекса «Союз» (7К, 9К, 11К) в качестве другого варианта для решения задач облёта Луны, а также поручено ОКБ-1 и ОКБ-52 проработать все вопросы использования ракеты-носителя УР-500К («Протон») в программе комплекса «Союз».
Для выполнения задания Министерства и выданных поручений в течение сентября-октября 1965 года была проведена всесторонняя оценка состояния работ в ОКБ-52 и ОКБ-1 по реализации задач облёта Луны с привлечением сотрудников НИИ-88 (ныне ЦНИИМАШ), НТС Министерства, руководителей Министерства, представителей правительства и ЦК КПСС. В ходе рассмотрения выяснилось, что ОКБ-52 не в состоянии решить в установленные сроки все вопросы, связанные с созданием и отработкой ракеты УР-500, разгонного блока и корабля для облёта Луны ЛК-1.
В ОКБ-1, наоборот, состояние разработки пилотируемого корабля типа 7К и разгонного блока Д для комплекса Н1-Л3 было более благополучно. Это создавало основу для переориентации с ОКБ-52 на ОКБ-1 работ по кораблю и разгонному блоку Д для облёта Луны с решением в том числе ряда задач по выполнению программы лунной экспедиции, осуществляемой комплексом Н1-Л3.
В США, в отличие от СССР, облёты Луны были не самостоятельной целью, а лишь этапом в ходе подготовки высадки на Луну. В СССР существовал ряд проектов именно для облёта Луны. Проекты предусматривали одноразовый пролёт над обратной стороной Луны, поле тяготения которой искривляет траекторию корабля и направляет его назад к Земле. Перехода на окололунную орбиту и схода с неё не планировалось, объём научных исследований был ограничен, что было не столь важно для такого проекта, главным образом, престижного характера. Это позволяло резко снизить массу лунного корабля и использовать не сверхтяжёлый носитель Н-1, до эксплуатационной готовности которого было ещё очень далеко, а уже существующий с середины 60-х годов тяжёлый носитель «Протон». Советские облётные корабли уступали американским «Аполлонам» также и в том, что вмещали только двух космонавтов, а не трех.
Согласно проекту Л1, космонавты должны были выполнить облёт Луны в специально разработанном только для этой цели корабле «Союз-7К-Л1» («лунный-первый»). Этот корабль был схож и в некоторой мере унифицирован с предназначенным для полётов по околоземной орбите кораблём «Союз-7К-ОК» («орбитальный корабль»), известным широкой публике просто как «Союз». Главные отличия корабля «Союз-7К-Л1» от «Союз-7К-ОК» — отсутствие орбитального отсека, усиленная теплозащита спускаемого аппарата для входа в атмосферу со второй космической скоростью, система навигации и ориентации по звёздам, система дальней связи с параболической остронаправленной антенной. Для запуска корабля использовалась трёхступенчатая РН «Протон», которая была создана ранее и, несмотря на значительное число неудачных запусков в начале эксплуатации, была сертифицирована как второй после РН «Восток»/«Союз» носитель СССР для пилотируемых полётов.
Интересной особенностью проекта был способ входа в атмосферу при возвращении на Землю. Планировался вход в атмосферу над южным полушарием Земли, при этом за счёт аэродинамических сил спускаемый аппарат снова поднимался в космос, а его скорость уменьшалась со второй космической до суборбитальной. Повторный вход в атмосферу проходил уже над территорией Советского Союза. Такая «двухнырковая» схема позволяла осуществить посадку в высоких широтах, на территории СССР (американские «Аполлоны», садившиеся с одного «нырка», приводнялись в низких широтах в океане).
В программе было заложено изготовление 15 кораблей (из которых стартовало 13) 7К-Л1 и было предусмотрено как минимум два пилотируемых полёта после проведения трёх полностью успешных («зачётных») беспилотных отработочных полётов.
Реализация программы отставала от графика, согласно которому после проведения беспилотных испытаний первый пилотируемый облёт на корабле вокруг Луны должен был состояться уже в середине 1967 года. 

План-график полётов кораблей 7К-Л1 (от начала 1967 года):
| Полёт | Задача                                          | Дата              |
| ----- | ----------------------------------------------- | ----------------- |
| 2П    | беспилотный полёт по высокоэллиптической орбите | февраль-март 1967 |
| 3П    | беспилотный полёт по высокоэллиптической орбите | март 1967         |
| 4Л    | беспилотный облёт Луны                          | май 1967          |
| 5Л    | беспилотный облёт Луны                          | июнь 1967         |
| 6Л    | первый в мире пилотируемый облёт Луны           | июнь-июль 1967    |
| 7Л    | беспилотный или пилотируемый облёт Луны         | август 1967       |
| 8Л    | беспилотный или пилотируемый облёт Луны         | август 1967       |
| 9Л    | беспилотный или пилотируемый облёт Луны         | сентябрь 1967     |
| 10Л   | беспилотный или пилотируемый облёт Луны         | сентябрь 1967     |
| 11Л   | беспилотный или пилотируемый облёт Луны         | октябрь 1967      |
| 12Л   | пилотируемый облёт Луны                         | октябрь 1967      |
| 13Л   | резерв                                          |                   |

Корабли «Союз-7К-Л1» совершили семь беспилотных испытательных полётов под названиями «Космос-146», «Космос-154», «Зонд-4» — «Зонд-8». При этом корабли «Космос-146», «Космос-154» запускались в отработочные полёты, не предназначенные для облёта Луны, а «Зонд-5» — «Зонд-8» выполняли облёт Луны.
Ещё 5 кораблей Л1 и 2 корабля модификации Л1С не удалось вывести в космос вследствие аварий ракет-носителей соответственно «Протон» и Н-1 на этапе выведения.
В трёх полётах «Зонд» из пяти имели место происшествия, которые скорее всего привели бы к гибели членов экипажа или получению ими увечий в том случае, если бы эти полёты были пилотируемыми: при полётах кораблей «Зонд-4», и «Зонд-5» из-за отказа системы управления вход в атмосферу проходил по нерасчётной траектории с двадцатикратными перегрузками, а при полёте «Зонд-6» произошла разгерметизация кабины и отказ парашютной системы.
На корабле «Зонд-5» находились две среднеазиатские черепахи. Они стали первыми живыми существами в истории, которые вернулись на Землю после облёта Луны — за три месяца до полёта «Аполлона-8».
В нервных условиях «лунной гонки», ввиду проведения в СССР двух беспилотных полётов вокруг Луны и сокрытия неудач в программе Л1, США пошли на рискованную перестановку в своей лунной программе и совершили облётный полёт до планировавшейся ранее полной отработки на околоземной орбите всего комплекса «Аполлон». Облёт Луны кораблём «Аполлон 8» был выполнен без лунного модуля (который ещё не был готов), вслед за единственным околоземным пилотируемым полётом орбитального корабля; для сверхтяжёлого носителя «Сатурн-5» это был первый пилотируемый пуск.
В СССР для обеспечения приоритета по первому в мире облётному пилотируемому полёту старт пилотируемого корабля «Зонд-7» в рамках реализации программы Л1 планировался на 8 декабря 1968 года. Ввиду того, что предыдущие беспилотные полёты кораблей Л1 были полностью или частично неудачными из-за неотработанности корабля и носителя, столь рискованный полёт был отменён — несмотря на то, что экипажи написали заявление в Политбюро ЦК КПСС с просьбой разрешить лететь к Луне немедленно, для опережения США. Даже если бы разрешение было получено, СССР не выиграл бы облётный этап «лунной гонки» — 20 января 1969 года при попытке запустить корабль «Зонд-7» в беспилотном режиме ракета-носитель «Протон» взорвалась (спускаемый аппарат был спасён системой аварийного спасения).
21—27 декабря 1968 года Америка выиграла облётный этап «лунной гонки», когда Фрэнк Борман, Джеймс Ловелл и Уильям Андерс в полёте на корабле «Аполлон-8» сделали 10 витков вокруг Луны; после этого реализация программы Л1 затормозилась, чтобы меньше распылять ресурсы на программу, которая частично дублировала более серьёзную программу — посадочную Н1-Л3, работы по которой продолжались в полной мере. Первый пилотируемый полёт корабля 7К-Л1 несколько раз откладывался на январь, апрель, август, ноябрь 1969 года и апрель 1970 года.
Последний беспилотный полёт корабля «Союз-7К-Л1» под названием «Зонд-8» совершён в октябре 1970 года, после чего программа Л1 была окончательно закрыта, так как беспосадочный облёт советскими космонавтами Луны после того, как американцы высадились на ней дважды, потерял смысл.

### Высадка на Луну (комплекс Н1—Л3)
Руководством СССР была поставлена задача обеспечения приоритета также и по первой в мире высадке на Луну. Это предусматривалось первым постановлением 1964 года в общем, а постановлением от начала 1967 года первая экспедиция была предписана на третий квартал 1968 года. Реально развернувшаяся в 1966 году советская лунно-посадочная программа Н1-Л3 (параллельная лунно-облётной) намного отстала от американской в основном из-за проблем с носителем. Первые два в 1969 году (до первой американской экспедиции), как и два последующих, испытательные запуски новой сверхтяжёлой ракеты-носителя Н-1 закончились неудачей. Лунно-орбитальный корабль-модуль 7К-ЛОК комплекса Л3 совершил один, а лунно-посадочный корабль-модуль Т2К-ЛК — три тестовых околоземных беспилотных старта уже после первой высадки США. По программе Н1—Л3, продолжавшейся некоторое время и после триумфа США, первая советская экспедиция могла состояться только в 1975 году, а за ней — от одной до пяти последующих.
Рассматривался ряд разнообразных проектов высадки на Луну: несколько запусков и сборка лунного корабля из отсеков на околоземной орбите, прямой полёт на Луну (без расстыковки на окололунной орбите) и т. д. Для «прямого» полёта ОКБ-52 Челомея предложило разработать свой корабль ЛК-700 на базе своего носителя УР-700. Этот проект, как более технически сложный и дольше реализуемый, был отклонён. Ввиду бо́льших наработок и меньшего технического риска, к реализации в развернувшейся лунно-посадочной программе был выбран и доведён до стадии беспилотных испытательных запусков и полётов проект КБ Королёва Н1-Л3 с однопусковым стартом с Земли и разделением кораблей-модулей у Луны на два — остающийся на лунной орбите и совершающий посадку с последующим взлётом и стыковкой. В ходе разработки этого проекта рассматривался, но в итоге был отклонён, вариант «подсадка» с запуском всего комплекса Л3 одним пуском ракеты Н-1, но без космонавтов, которые должны были доставляться на борт Л3 отдельным пуском корабля «Союз».
Постановлением 1964 года были назначены основные главные конструкторы и организации, ответственные не только за носитель Н1, но и за весь комплекс Н1-Л3. Главными разработчиками частей, складывавших комплекс Н1-Л3, были назначены:
- ОКБ-1 — главная организация разработки системы в целом и разработки блоков «Г» и «Д», двигателей для блока «Д», лунного орбитального и лунного посадочного кораблей;
- ОКБ-276 (Н. Д. Кузнецов) — разработки двигателя блока «Г»;
- ОКБ-586 (М. К. Янгель) — разработки ракетного блока «Е» лунного корабля и двигателя для этого блока;
- ОКБ-2 (A.M. Исаев) — разработки двигательной установки (баки, пневмогидравлические системы и двигатель) блока «И» лунного орбитального корабля;
- НИИ-944 (В. И. Кузнецов) — разработки системы управления лунного комплекса;
- НИИАП (Н. А. Пилюгин) — разработки системы управления движением лунного посадочного и лунного орбитального кораблей;
- НИИ-885 (М. С. Рязанский) — радиоизмерительного комплекса;
- «Спецмаш» (В. П. Бармин) — комплекса наземного оборудования системы Л3;
- ОКБ МЭИ (А. Ф. Богомолов) — разработки системы взаимных измерений для сближения кораблей на орбите Луны.

Проект Н1—Л3 в своей основе повторял американский проект «Аполлон». В нём также предусматривался вывод одним запуском на промежуточную орбиту, а затем на траекторию полёта до Луны связки из двух кораблей-модулей, один из которых должен был оставаться на окололунной орбите, а другой — совершить посадку на Луну. Далее лунный корабль должен был взлететь с Луны и состыковаться с орбитальным кораблём, после чего орбитальный корабль перешёл бы на траекторию полёта до Земли. Даже компоновка системы на этапе выведения была аналогична американской: лунный корабль пребывал в переходнике ниже основного корабля, как и лунный модуль «Аполлон».
Основными частями ракетно-космической системы для высадки на Луну по проекту Н-1—Л3 были лунный орбитальный корабль «Союз-7К-ЛОК», лунный посадочный корабль ЛК и сверхтяжёлая ракета-носитель Н1.
Лунный орбитальный корабль был очень схож и значительно унифицирован с околоземным орбитальным кораблём «Союз-7К-ЛОК» и также состоял из спускаемого аппарата, бытового отсека, на котором был расположен специальный отсек с двигателями ориентации и причаливания и агрегатом системы стыковки, приборно-агрегатного и энергетического отсеков, в которых размещались ракетный блок «И» и агрегаты системы энергоснабжения на кислородно-водородных топливных элементах. Бытовой отсек служил одновременно шлюзовой камерой при переходе космонавта в лунный корабль через открытый космос (после надевания лунного скафандра «Кречет»).
Экипаж корабля «Союз-7К-ЛОК» состоял из двух человек. Один из них должен был перейти через открытый космос в лунный корабль и совершить посадку на Луну, а второй — ждать возвращения своего коллеги на окололунной орбите.
Корабль «Союз-7К-ЛОК» был установлен для беспилотных лётных испытаний на носитель Н-1 при четвёртом (и последнем) его запуске в ноябре 1972 г., но из-за аварии носителя так и не был выведен в космос.
Лунный корабль ЛК состоял из герметичной кабины космонавта, отсека с двигателями ориентации с пассивным агрегатом стыковки, приборного отсека, лунного посадочного агрегата (ЛПА) и ракетного блока Е. Электроснабжение ЛК осуществлялось химическими аккумуляторами, установленными снаружи на раме ЛПА и в приборном отсеке. Система управления строилась на базе бортовой цифровой вычислительной машины и имела ручную систему управления, позволявшую космонавту самостоятельно выбирать место посадки визуально через специальный иллюминатор. Лунный посадочный модуль имел четыре ноги — опоры с сотовыми поглотителями излишней вертикальной скорости посадки.
Лунный корабль ЛК Т2К трижды успешно испытывался на околоземной орбите в беспилотном режиме под названиями «Космос-379», «Космос-398» и «Космос-434» соответственно в ноябре 1970 г. и феврале, августе 1971 г.
План-график полётов кораблей Л3 (от начала 1967 года):
| Миссия | Цель                                                                            | Дата          |
| ------ | ------------------------------------------------------------------------------- | ------------- |
| 3Л     | макеты при испытаниях Н1                                                        | сентябрь 1967 |
| 4Л     | резерв                                                                          |               |
| 5Л     | беспилотные ЛОК и ЛК                                                            | декабрь 1967  |
| 6Л     | беспилотные ЛОК и ЛК                                                            | февраль 1968  |
| 7Л     | пилотируемый ЛОК и беспилотный ЛК                                               | апрель 1968   |
| 8Л     | пилотируемый ЛОК и беспилотный ЛК с посадкой на Луну в качестве резервного ЛК-Р | июнь 1968     |
| 9Л     | пилотируемый ЛОК и беспилотный ЛК                                               | август 1968   |
| 10Л    | пилотируемые ЛОК и ЛК с первой в мире высадкой космонавта на Луну               | сентябрь 1968 |
| 11Л    | пилотируемый ЛОК и беспилотный ЛК с посадкой на Луну в качестве резервного ЛК-Р |               |
| 12Л    | пилотируемые ЛОК и ЛК с высадкой космонавта на Луну                             |               |
| 13Л    | резерв                                                                          |               |

Ракета Н-1 в основном была спроектирована раньше, чем лунный комплекс Л3. При проектировании его кораблей-модулей — орбитального и посадочного — разработчики имели очень жёсткие ограничения по грузоподъёмности носителя. Проблема «дефицита веса» усугублялась из-за невысоких массо-габаритных показателей и недостаточной надёжности советских радиоэлектронных компонентов, что приводило к необходимости резервирования многих систем. В результате этого комплекс Л3 технически сильно уступал американскому комплексу «Аполлон», что в некоторой мере компенсировалось организационными мероприятиями. Советские корабли-модули были заметно меньше и легче американских. Экипаж состоял не из трех, а только из двух космонавтов, причём на Луну должны были высаживаться не двое, а только один космонавт. При каждом рейсе могло быть привезено только несколько килограммов лунного грунта. Набор фото- и киноаппаратуры и комплект научных инструментов был крайне скромным. Вместе с лунно-посадочным кораблём-модулем не мог быть доставлен лунный транспортный аппарат.
Некоторые технические решения из-за ограничения по грузоподъёмности снижали вероятность успешного завершения экспедиции. Переходить из орбитального корабля в лунный и обратно космонавт должен был через открытый космос, так как лунный и орбитальный корабли были обеспечены упрощённым стыковочным узлом без внутреннего переходного люка. Время ручного маневрирования для выбора места посадки было ограничено 15-20 секундами, американский посадочный модуль мог маневрировать 2 минуты. Лунно-посадочный модуль имел очень малое время автономного существования: всего 12-16 часов (против 48 часов у американского), что ограничивало количество попыток стыковки с лунно-орбитальным модулем до одной, максимум двух.
Советские корабли не имели полноценной бортовой ЭВМ. Тем не менее, все этапы полёта у них были почти полностью автоматизированы, в то время как на «Аполлонах» многие операции были предусмотрены только в ручном режиме. Кроме того, в более поздних проектах советских экспедиций на поверхность Луны предусматривалось (для повышения надёжности), что для каждой экспедиции сначала на поверхность Луны в автоматическом режиме доставляется беспилотный корабль ЛК-Р, который становится резервным для следующего вскоре пилотируемого ЛК. Также предполагалось, что космонавт будет пользоваться на Луне отдельно доставляемым заранее луноходом, дооборудованным для ручного управления. На луноход также возлагалась задача транспортирования космонавта до резервного лунного корабля в случае, если взлёт основного корабля будет невозможен из-за технической неисправности.
Для полёта на Луну по выбранной схеме нужен был сверхтяжёлый носитель. Проекты КБ Челомея УР-700 и КБ Янгеля Р-56 были отклонены как технологически более рискованные, менее наработанные и более долго реализуемые. Для реализации в программе Л3 была выбрана ракета Н-1 КБ Королёва. Из-за отказа В. Глушко разработать мощные ракетные двигатели для Н-1 — на её первой ступени было установлено 30 двигателей КБ Кузнецова.
В США при разработке мощных носителей серии «Сатурн» был выполнен очень большой объём наземных испытаний их отдельных узлов и агрегатов, в том числе огневые испытания каждой ступени. Это позволило американцам безаварийно провести все испытательные и пилотируемые запуски ракеты «Сатурн-5». Ракету же Н-1 доводили таким же способом, как и предыдущие менее мощные носители: устранением причин неисправностей, выявленных при испытательных пусках. Однако для конструкции таких размеров и сложности этот путь оказался слишком долгим и дорогим. Всего было произведено четыре пуска ракеты Н-1, все они завершились авариями ещё до окончания работы первой ступени. Настоящей катастрофой стал второй пуск Н-1 — ракета сразу после отрыва от Земли загорелась и упала на стартовый комплекс, практически полностью его уничтожив.
Последний пуск ракеты Н-1 состоялся 23 ноября 1972 г. — меньше чем за месяц до последнего полёта на Луну по программе «Аполлон». После этого было решено, что перспектива побывать на Луне намного позже того, как американцы завершили свою лунную программу, не оправдывает затраченных на неё сил и средств. В мае 1974 г. дальнейшие работы с носителем Н-1 — а вместе с ними и вся программа Н-1—Л3 — были окончательно закрыты.

## Результаты программы
Обе советские пилотируемые лунные программы так и не были завершены из-за изначального отставания по срокам, более чем пятикратно меньшего относительно США финансирования и некоторых организационных и технических просчётов и неудач, включая конкуренцию и распыление средств между КБ Королёва и Челомея на начальных этапах проектов создания лунных кораблей, отказ самого опытного космического двигательного КБ Глушко делать мощные двигатели для Н1, непроведение наземной отработки ступеней Н1 на дорогостоящих наземных стендах, а также целую серию трагедий (в 1966 году умер Королёв, в 1967 году при неудачном приземлении нового корабля «Союз-1», являвшегося в значительной мере прототипом для корабля 7К-ЛОК, погиб Владимир Комаров, наиболее вероятный кандидат для сложных лунных полётов, в 1968 году в авиакатастрофе погиб Юрий Гагарин).
Ещё до разворачивания лунно-облётной и лунно-посадочной программ в СССР были разработаны технические предложения по созданию и использованию в лунных экспедициях тяжёлого лунохода Л2 и лунной орбитальной станции Л4.
Также, после успеха США и сворачивания работ по программе Н1-Л3, был составлен новый проект Н1Ф — Л3М для обеспечения более долговременных, чем американские, экспедиций на Луну к 1979 году, с перспективой сооружения на её поверхности в 1980-х годах советской лунной базы «Звезда» (достаточно детальный проект которой уже был разработан, включая макеты экспедиционных транспортных средств) и обитаемых модулей. Однако академик В. П. Глушко, назначенный в мае 1974 года генеральным конструктором советской космической программы вместо В. П. Мишина, своим приказом (с согласия Политбюро и Министерства общего машиностроения) прекратил в том же году все работы по носителю Н-1 и пилотируемым лунным программам (формально программа была закрыта в 1976 году). 

Более поздний проект советских пилотируемых полётов на Луну «Вулкан»—"ЛЭК" рассматривался, но также не был реализован.
Провал советской лунной программы главным образом отразился на карьере Василия Мишина, которого 22 мая 1974 г. сняли с должности Главного конструктора ЦКБЭМ. В тот же день было подписано правительственное постановление о преобразовании ЦКБЭМ в НПО «Энергия» и о назначении В. П. Глушко его руководителем и главным конструктором. Первое, что сделал Глушко на новом месте, — закрыл лунную программу с участием ненавистной ему ракеты Н-1, издав при этом приказ о её полном уничтожении.
Уже в октябре 1974 года он представил правительству план работы НПО «Энергия» и развития советской космической отрасли в целом на ближайшие годы. В этом документе Глушко изложил собственный план освоения Луны и создания там поселений, предлагая разработать специально для полётов к ней новую сверхмощную ракету-носитель, сначала в документации она имела название «Вулкан». Её общая концепция, как теперь очевидно, во многих своих положениях целиком повторяла конструкцию королёвской ракеты Н-1, против которой Глушко активно выступал в течение многих лет.
В целом же историки отечественной космонавтики ныне считают, что крах советской лунной программы с участием ракеты Н-1 во многом был обусловлен не только экономическими трудностями тех лет и расколом среди главных конструкторов, но ещё и установкой руководства страны по этому проекту. Правительством не была чётко просчитана его финансовая сторона, и потому, когда дело дошло до выделения для него необходимых средств, руководители страны потребовали от конструкторов соблюдать режим экономии.
Случилось же это в тот самый момент, когда значительная часть лунного проекта уже была реализована, и потому лидерам державы нужно было не экономить, а принимать одно из двух чисто политических решений: или доводить проект до логического конца, или чётко отказаться от его продолжения. Половинчатость же позиции привела лишь к «сырым» конструкторским решениям и резкому снижению надёжности новой космической техники.
Советские пилотируемые лунные программы были строго засекречены и стали достоянием гласности только в 1990 году. До этого времени СССР официально отрицал существование этих программ, заявляя, что выбрал путь создания околоземных пилотируемых орбитальных станций и лунных исследований автоматическими средствами. Результаты ленинградской «Лаборатории № 1» (рук. проф. Н. А. Крылов, уч. секр. лаборатории А. И. Мелуа), которая в 1973—1974 гг. вела секретную разработку аванпроекта одного из вариантов долговременной лунной базы по договору с КБОМ, были реализованы в виде полномасштабного макета жилых модулей в одном из ангаров ЛенЗНИИЭПа и в Москве. После прекращения работ по лунной базе часть специалистов была переориентирована на тематику изучения природных ресурсов Земли из космоса.
Изначальное недостаточное внимание к пилотируемой лунной программе было вызвано также и спором конструкторов по поводу практической эффективности освоения космоса, где взглядам Королёва о необходимости пилотируемого освоения космоса противостоял взгляд Г. Н. Бабакина о том, что только освоение космического пространства автоматами даст реальную и быструю пользу человечеству. И решающее слово в этом соперничестве было за В. Челомеем, который, будучи одним из ключевых создателей ракетно-ядерного щита СССР и главой второй из главных организаций по созданию космической техники (в том числе пилотируемой), с одной стороны, в определённый период взгляд Бабакина рассматривал как более перспективный, а с другой стороны, предложил конкурирующие-альтернативные КБ Королёва «свой» лунно-облётный корабль ЛК-1 (на том же «своём» носителе «Протон») и лунно-посадочный комплекс из «своих» корабля ЛК-3 и носителя УР-700. Однако прямой начальник Сергея Хрущёва (замглавы ОКБ-52 в 1963—1964 гг.) Челомей попал в опалу после отстранения Н. С. Хрущёва от власти, что и дало, наконец, возможность развернуть программы «Протон»-«Зонд» и Н1-Л3 от КБ Королёва.
Так или иначе, несмотря на отставание в пилотируемых лунных программах и в качестве некоторой компенсации, в СССР параллельно им были развёрнуты также программы автоматических лунных межпланетных станций и самоходных аппаратов. За несколько дней до американской высадки «Аполлона-11» двумя советскими автоматическими межпланетными станциями («Луна-15» и предыдущая) были предприняты попытки по первой в мире доставке на Землю лунного грунта, оказавшиеся неудачными. СССР смог получить первые образцы лунного грунта через год — с помощью АМС «Луна-16» в 1970 году, после чего доставка небольших порций грунта (в сумме составивших несколько сотен граммов) была повторена ещё два раза. Также несколько позже (в 1970 и 1973 гг.) на Луну доставлялись и успешно работали в течение нескольких месяцев первые в мире телеуправляемые с Земли советские лунные самоходные аппараты «Луноходы».

## Лунный заговор
В некоторых конспирологических теориях о «лунном заговоре США» (инсценировке полётов «Аполлонов» с американскими астронавтами на Луну) утверждается, что, признав проигрыш в «лунной гонке», СССР мог вступить в сговор с США и остановить свои пилотируемые программы облёта и высадки на Луну ради достижения экономических и политических выгод.
Существует также конспирологические теории о «советском лунном заговоре», предполагающие засекреченные неудачные попытки пилотируемого облёта Луны, предпринятые СССР. В некоторых вариантах предполагаются готовившиеся, но отменённые (или закончившиеся неудачей) инсценировки советских высадок на Луну.

## Галерея
- Ранняя концепция лунно-облётного комплекса:
7К-ЛОК (Союз-А), 9К-танкер (Союз-B), 11К-разгонщик (Союз-C) (справа налево)
- Союз-А - часть нереализованного лунно-облётного комплекса
- Союз-7K-Л1 (Зонд) - Лунно-облётный корабль
- Союз 7К-ЛОК - Лунный орбитальный корабль-модуль
- ЛК - Лунно-посадочный корабль-модуль
- старт ЛК с Луны.
- Apollo CSM и Союз 7К-ЛОК. Лунно-орбитальные корабли-модули США и СССР в сравнении.
- Лунный корабль и Apollo LM. Лунно-посадочные корабли-модули СССР и США в сравнении.
- Лунный корабль в музее ЗАО «ЗЭМ» РКК «Энергия».
- Испытательный макет лунного корабля в Лондонском музее науки.